# Aix galericulata

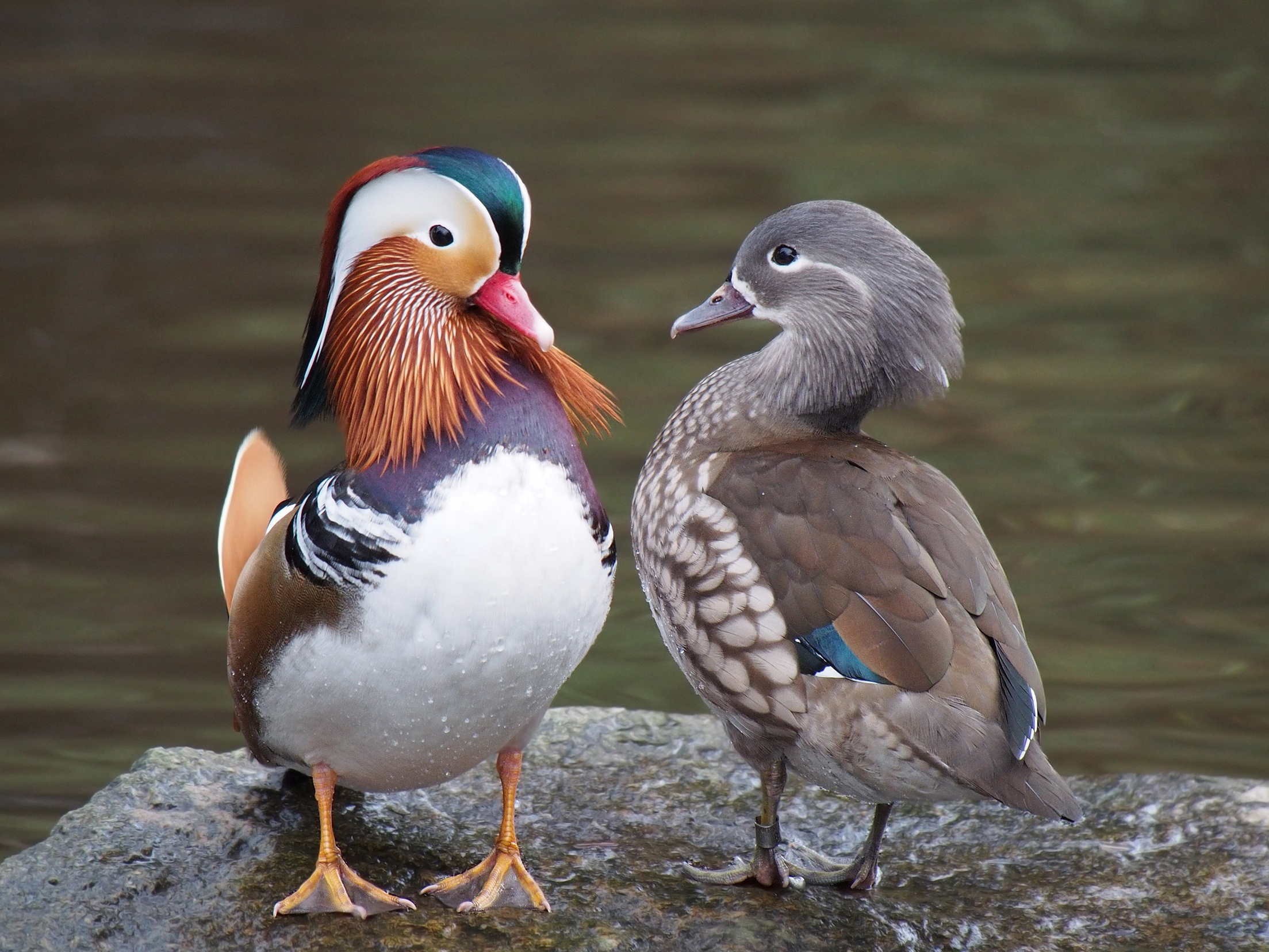
Pareja de patos mandarín

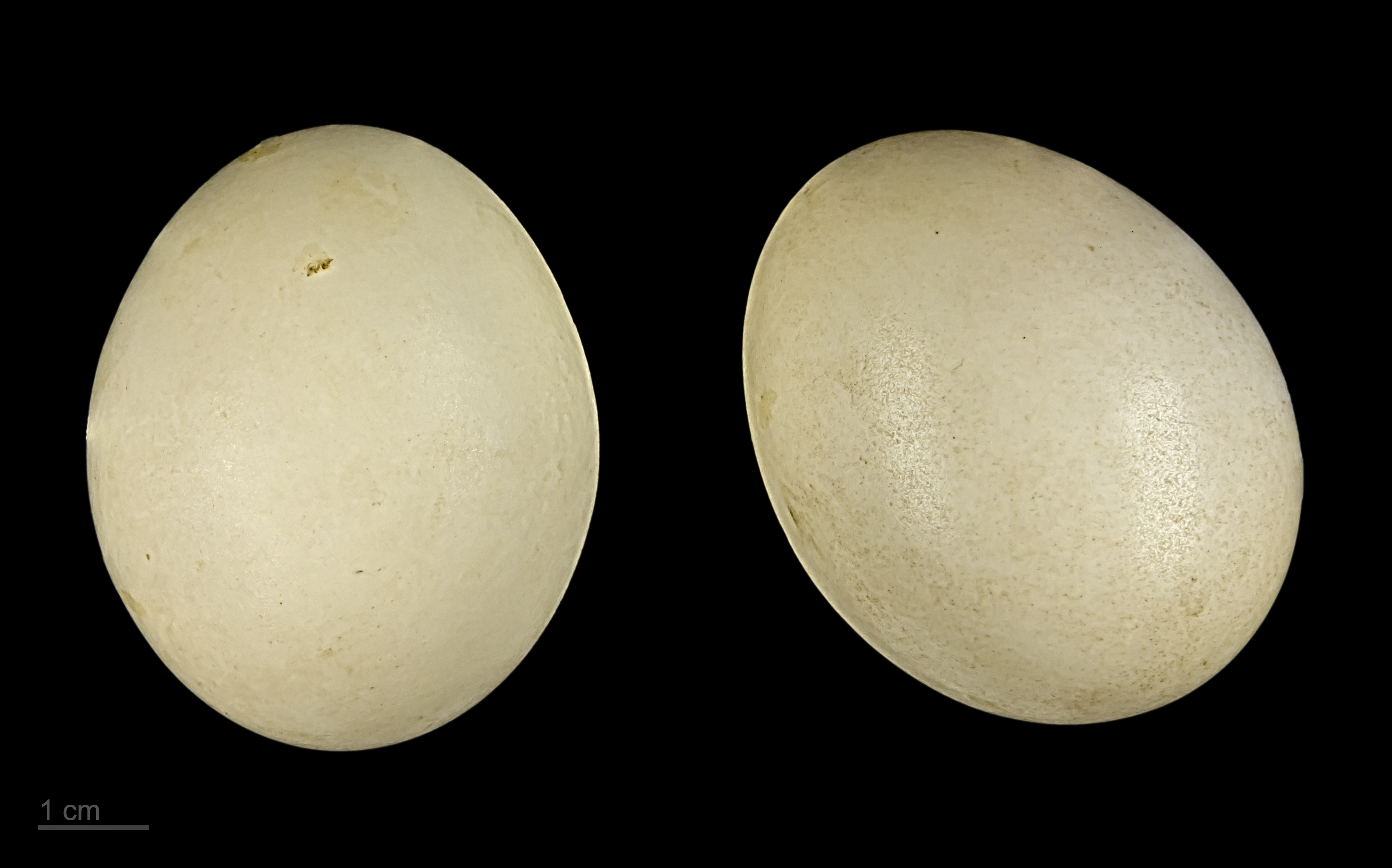
Aix galericulata - MHNT

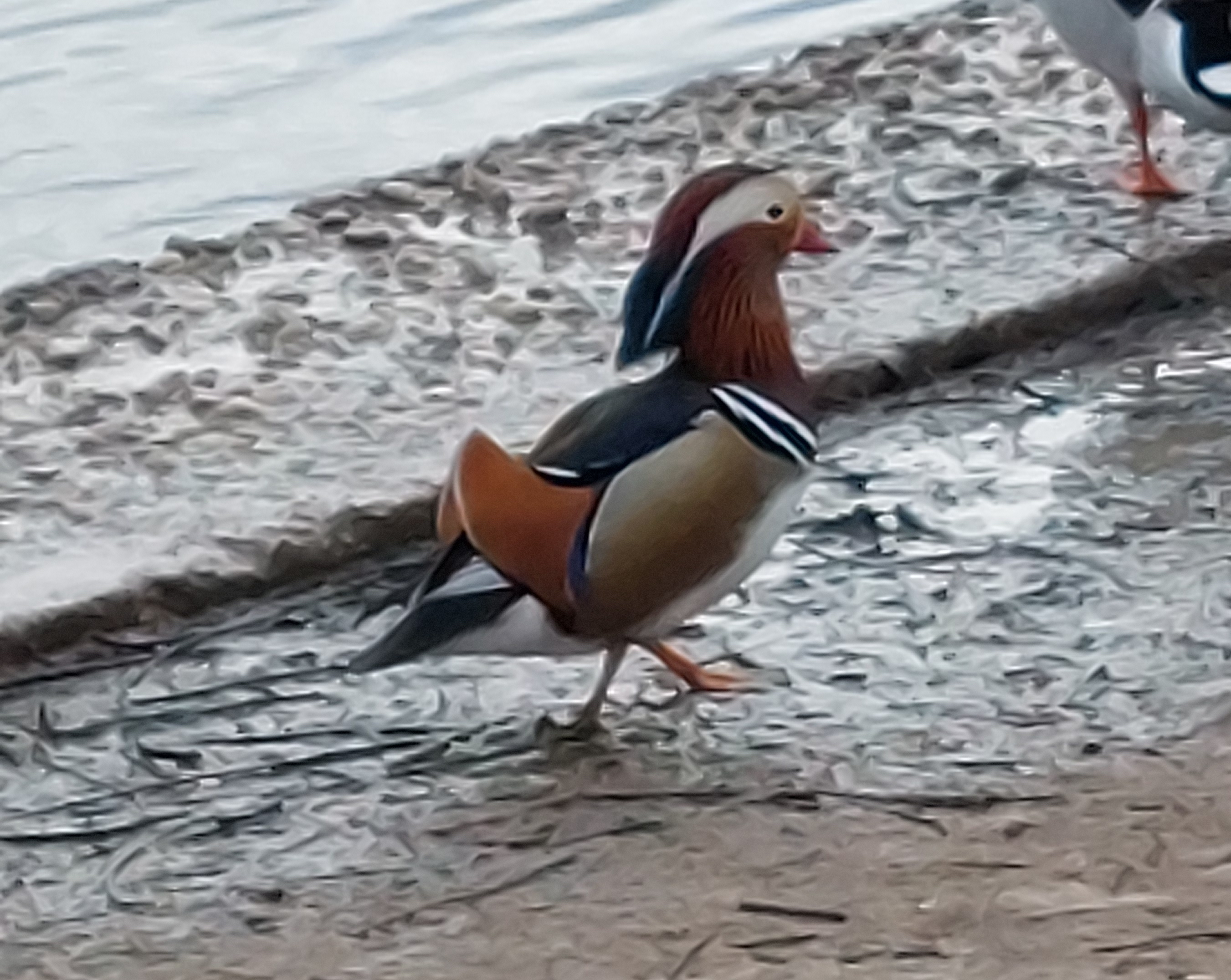
Pato mandarín macho en el parque de Fuentes Blancas (Burgos, España).

El pato mandarín (Aix galericulata) es una especie de ave anseriforme de vivos colores de la familia Anatidae oriunda de China, Japón y Siberia que ha sido introducida en diversos puntos de Europa y que es muy apreciada por su belleza, por lo que se la tiene en numerosos parques de todo el mundo. Se reconocen varias subespecies.

## Descripción
Elegante y de constitución robusta, puede llegar a medir 45 cm de longitud, presentando un dimorfismo sexual muy acusado; solamente se parecen hembra y macho cuando este está protegido por su plumaje de eclipse.
El macho es un ave inconfundible: presenta un copete rojo con brillos metálicos de color verde sobre la frente y dos franjas laterales de color blanco o crema muy claro, en las que destacan los ojos oscuros y el pico de un tono rojo coral. Asemejándose a unas barbas, posee unas plumas de un color naranja cobrizo. El pecho y la garganta son de color morado; el vientre es blanco, y los laterales son de un tono crema con dos bandas azuladas, que dan paso a sendas franjas anaranjadas curvadas hacia arriba.
La hembra es bastante parecida a la del pato joyuyo; posee un plumaje mucho más discreto: tonos pardos y ocres en sus partes superiores, un anillo y una banda blanca alrededor del ojo, y las partes inferiores más pálidas, con los flancos moteados.

## Distribución y hábitat
Esta especie estuvo en su día muy extendida por toda Asia oriental, pero las exportaciones masivas (para parques y colecciones) y la destrucción de su hábitat han reducido sus poblaciones en el este de Rusia y de China por debajo de 1000 parejas en cada una de las dos regiones; en Japón, sin embargo, se estima que existen unas 5000 parejas.
Estas poblaciones asiáticas son migradoras e invernan en las tierras bajas del este de China y del sur de Japón.
Su población mundial se estima entre 65 000 y 66 000 individuos.
Es muy común que algunos especímenes se escapen de colecciones, y durante el siglo XX se han asilvestrado algunas poblaciones, la más importante en el Reino Unido, con unas 1000 parejas.
El pato mandarín suele habitar zonas forestales densas cerca de lagos poco profundos, charcas o lagunas.

## Comportamiento
En invierno pueden formar pequeños grupos, pero raramente se asocian con otros patos.
Se alimentan tanto en tierra como en agua. Comen sobre todo plantas y semillas, especialmente de hayas. Suelen comer hacia el atardecer, permaneciendo en los árboles o en el suelo durante el día.
Anidan en agujeros de árboles cercanos al agua. A diferencia de otras especies, el macho permanece con la pareja apareada hasta que los huevos eclosionan e incluso ayuda en el cuidado de las crías.

## Reproducción
En cuanto a la reproducción, lo primero destacable es que los patos mandarines son monógamos, tienden a tener una pareja única por el resto de sus vidas. Si por cualquier motivo, uno de ellos perdiera la vida, a la pareja se le hará difícil conseguir otra. 
Para reproducirse, los patos mandarines, como la mayoría de patos silvestres, tienden a construir sus nidos cerca de lagos, lagunas, ríos, riachuelos o estanques. Prefieren las áreas boscosas donde además, si se diera el hecho de que si existieran árboles con algún hueco ya provisto y que pudiera servir para utilizarlo como nido, entonces en el árbol construirán éste. 
Los machos para atraer a las hembras, compiten de varias maneras. La hembra tendera a favorecer a los machos que muestren los colores más brillantes (porque ello expresa: La cualidad superior de sus genes, y el nivel de salud y fortaleza del pretendiente, lo que supone producira una descendencia de superior calidad),  pero, para que la hembra se fije en estas cualidades, los machos tendrán que llamar su atención, lo que logran con la práctica de un ritual sui generis de cortejo, en donde los movimientos de cabeza, cuello y alas es lo más notable, mientras que al mismo tiempo, van emitiendo grititos y otros sonidos propios del ritual. La energía y la gracia con que el macho exprese su cortejo, se sumaran a las características arriba anotadas, pues, en todo caso, es la hembra la que tomara la decisión determinante y final, de con cual macho formara pareja, la cual como ya se dijo, será permanente.
La época de reproducción comienza a finales de abril. Una vez que la hembra escoge al macho, estos se aparean por varios días y con frecuencia para asegurar la fertilidad de los huevos. La pata pone los huevos en el nido que han construido, que puede estar hecho con pequeñas ramitas, paja, hojas secas y para cuando ya la pata esta por echarse, con algo de plumón sacada del área del pecho (incluso en el caso de estar el nido en un árbol). 
El tener disponibilidad a una fuente de agua con fácil acceso es importante, pues las parejas acostumbran llevar adelante el apareamiento, dentro del líquido elemento.
La ubicación del nido es muy bien escogida por la pareja, pues les gusta ubicar sus nidos, en lugares con poco acceso, y muy disimulados en su ambiente si no pudieran conseguir un árbol con hueco (difícilmente a sus nidos se los puede ubicar a primera vista). 
Normalmente la pata pone una nidada de 8 a 12 huevos, a los que ella incubara exclusivamente durante 28 días (como la mayoría de patos silvestres, siendo la excepción, el pato criollo o Muscovy, el cual toma 35 días para empollar). El macho, no ayudara en esta etapa.
Casi inmediatamente después de eclosionar todos los huevos, y cuando los patitos ya están secos, la pata abandona el nido y desde abajo, a los patitos los anima para que salten hacia ella (siendo que son, aves nidífugas [es decir, que abandonan el nido al nacer]), lo cual casi sin duda efectúan, casi de inmediato después del llamado de la madre. Lo esponjoso de su plumón, y la forma como colocan el cuerpo en la caída, funcionan como una especie de paracaídas natural que disminuye la velocidad al ir cayendo, esto, más la abundancia de hojas en el bosque, amortiguan completamente el golpe, el que no hace daño al animalito, pues estos, se ponen de pie en un santiamén y van en búsqueda de mamá, después de lo cual, se irán a conseguir su primera merienda en la fuente cercana de agua. 
Las patas son muy buenas madres y normalmente criarán exitosamente a todos sus patitos (si no hay depredadores o accidentes fatales de por medio). El macho, también es muy buen padre, puesto que, al contrario de otras especies de patos, él, siempre va acompañando a la familia en su papel de protector de ella. 
Al nacer, los polluelos son alimentados por la hembra que les indica yerbas, plantas acuáticas, insectos y pequeños animalitos e insectos acuáticos que pueden comer, lo que ella hace dando el ejemplo, así que ellos aprenden por imitación. Como todos los de su especie, los patillos, desde un primer instante, saben cómo nadar. No necesitan aprender esto, pues su nado es instintivo. Muy pronto también, los patos bebes, aprenden a buscar su propia comida a la sombra de sus padres. 
Los padres cuidaran de sus crías por un periodo de aproximadamente dos meses. El proceso de crecimiento y desarrollo de los patos mandarines dura en realidad varios meses, hasta que alcanzan la madurez sexual a los 2 a 3 años de edad. Dicho esto, las crías crecen relativamente rápido pero, recién lograran un emplume adecuado que les permita el vuelo al llegar aproximadamente a las 8 semanas de edad, momento en que, a partir de entonces, tenderán a independizarse de sus padres, aunque aquellos, seguirán desarrollándose orgánicamente.
En resumen, el pato mandarín se reproduce, iniciando el proceso mediante un ritual de cortejo, construyendo nidos en áreas boscosas (con frecuencia, si encuentran árboles con agujeros propios como para un nido, prefieren usar uno de estos), cerca de fuentes de agua, y cuidando de sus huevos y polluelos durante todo el proceso de incubación y la parte principal del crecimiento, hasta que estos cumplan los dos meses de nacidos aproximadamente.

## Creencias
En Asia oriental los patos mandarines fueron considerados animales portadores de buena fortuna, y de amor y afecto conyugal; de tal forma que en China se regala una pareja de estos patos como regalo principal en las bodas más importantes.